# USS Traw (DE-350)
USS Traw (DE-350) là một tàu hộ tống khu trục lớp John C. Butler từng phục vụ cùng Hải quân Hoa Kỳ trong Chiến tranh Thế giới thứ hai. Nó là chiếc tàu chiến duy nhất của Hải quân Hoa Kỳ được đặt cái tên này, theo tên Trung sĩ Thủy quân Lục chiến London Lewis Traw (1903–1942), người từng phục vụ cùng Sư đoàn 1 Thủy quân Lục chiến trong Chiến dịch Guadalcanal, đã tử trận trong Trận chiến sân bay Henderson vào ngày 25 tháng 10, 1942 và được truy tặng Huân chương Ngôi sao Bạc. Nó đã phục vụ trong suốt Thế chiến II, được cho ngừng hoạt động sau khi xung đột chấm dứt vào năm 1946, rồi cuối cùng bị đánh chìm như một mục tiêu ngoài khơi California vào năm 1968.

## Thiết kế và chế tạo
Lớp John C. Butler được thiết kế nhằm đáp ứng nhu cầu một số lượng lớn nhưng rẻ tiền của một kiểu tàu hộ tống chống tàu ngầm để hộ tống các đoàn tàu vận tải vượt đại dương. Chúng có chiều dài chung 306 foot (93,3 m), mạn tàu rộng 36 foot 10 inch (11,2 m) và mớn nước 13 foot 4 inch (4,1 m), trọng lượng choán nước tiêu chuẩn 1.350 tấn Anh (1.372 t), và lên đến 1.745 tấn Anh (1.773 t) khi đầy tải, với một thủy thủ đoàn bao gồm 14 sĩ quan và 201 thủy thủ. Con tàu được vận hành bởi hai turbine hơi nước hộp số Westinghouse; hơi nước được cung cấp bởi hai nồi hơi "D" Express, tạo ra công suất 12.000 mã lực càng (8.900 kW) và cho phép đạt được tốc độ tối đa 24 hải lý trên giờ (44 km/h; 28 mph). Nó có tầm hoạt động 6.000 hải lý (11.000 km; 6.900 mi) ở tốc độ đường trường 12 hải lý trên giờ (22 km/h; 14 mph).
Dàn vũ khí chính bao gồm hai tháp pháo 5-inch/38 caliber đa dụng nòng đơn, được dẫn đường bởi hệ thống điều khiển hỏa lực Mark 51; vũ khí phòng không gồm hai khẩu đội Bofors 40 mm L/60 nòng đôi và mười khẩu Oerlikon 20 mm nòng đơn cũng được dẫn đường bởi hệ thống Mark 51. Ngoài ba ống phóng ngư lôi 21 inch (533 mm), vũ khí chống ngầm bao gồm hai đường ray thả mìn sâu, tám máy phóng mìn sâu K-gun cùng một dàn súng cối chống ngầm Hedgehog. Con tàu được trang bị sonar kiểu QC, radar dò tìm mặt biển SL và radar dò tìm không trung SA.
Traw được đặt lườn tại xưởng tàu của hãng Consolidated Steel Corporation ở Orange, Texas vào ngày 19 tháng 12, 1943. Nó được hạ thủy vào ngày 12 tháng 2, 1944, được đỡ đầu bởi bà Jennie Traw, mẹ của Trung sĩ Traw, và được cho nhập biên chế cùng Hải quân Hoa Kỳ vào ngày 20 tháng 6, 1944 dưới quyền chỉ huy của Hạm trưởng, Thiếu tá Hải quân James T. Kilbreth, Jr.

## Lịch sử hoạt động

### Mặt trận Đại Tây Dương
Rời Orange, Texas vào ngày 28 tháng 6, 1944 để đi đến Galveston, Texas, Traw tiếp tục được hoàn thiện trong ụ tàu cho đến ngày 7 tháng 7, khi nó cùng với các tàu chị em Leland E. Thomas (DE-420) và Jesse Rutherford (DE-347) lên đường để tiến hành việc chạy thử máy huấn luyện tại khu vực Bermuda. Sau khi kết thúc, nó quay trở về Xưởng hải quân Boston để sửa chữa sau chạy thử máy rồi đi đến Norfolk, Virginia vào ngày 28 tháng 8. Hai ngày sau đó, nó bắt đầu phục vụ như một tàu huấn luyện, hoạt động dọc theo vịnh Chesapeake cho đến cuối tháng 9. Nó rời Norfolk vào ngày 24 tháng 9 để tháp tùng bảo vệ cho tàu sân bay hộ tống Solomons (CVE-67), đi đến New York vào ngày hôm sau.
Trong thành phần Đội hộ tống 78, Traw khởi hành vào ngày 6 tháng 10 để hộ tống cho Đoàn tàu UGF-15 vượt Đại Tây Dương để đi sang khu vực Địa Trung Hải. Nó băng qua eo biển Gibraltar vào ngày 17 tháng 10, và đi đến cảng Marseilles, Pháp ba ngày sau đó. Sau khi hộ tống một đoàn tàu vận tải nhỏ đi sang Bắc Phi, nó khởi hành từ Oran, Algeria vào ngày 26 tháng 10 để hộ tống một đoàn tàu vận tải quay trở về Hoa Kỳ. Đến ngày 16 tháng 11, nó tách khỏi đoàn tàu vận tải để hộ tống cho Solomons đi đến vịnh Narragansett, rồi đi vào Xưởng hải quân New York để được đại tu. Sau khi hoàn thành việc sửa chữa, nó gặp gỡ tàu khu trục Cowie (DD-632) và tàu ngầm Barracuda (SF-4) tại eo biển Block Island vào ngày 19 tháng 11 để thực hành chống tàu ngầm, rồi cùng các tàu hộ tống khu trục khác tập trận cho đến khi bị thời tiết bất lợi ngăn trở vào ngày 21 tháng 11.
Đi đến New York vào ngày 25 tháng 11, Traw lại lên đường để hộ tống cho Đoàn tàu UGF-17B vượt Đại Tây Dương. Vào ngày 5 tháng 12, nó tách khỏi đội hình đoàn tàu để ghé đến nhận thư tín tại vịnh Rosia, Gibraltar, rồi ba ngày sau đó đã đóng vai trò dẫn đường khi đoàn tàu đi vào luồng cảng Marseilles. Nó tiếp tục hộ tống một đoàn bảy tàu buôn đi sang Oran, rời khởi hành từ Mers El Kebir, Algeria vào ngày 13 tháng 12 để hộ tống đoàn tàu vận tải trong hành trình quay trở về Hoa Kỳ, về đến New York vào ngày 23 tháng 12. Nó được đại tu toàn bộ tại New York, rồi đi đến Norfolk vào ngày 10 tháng 1, 1945, chuẩn bị để được điều động sang khu vực Mặt trận Thái Bình Dương.

### Mặt trận Thái Bình Dương
Lên đường vào ngày 19 tháng 1, Traw đi đến vùng kênh đào Panama và băng qua kênh đào vào ngày 25 tháng 1 trước khi thả neo tại đảo Seymour thuộc quần đảo Galápagos ba ngày sau đó để tiếp nhiên liệu. Nó được điều về Đội hộ tống 78 trực thuộc Hạm đội Thái Bình Dương, và lên đường vào ngày 1 tháng 2, di chuyển độc lập ngang qua Bora Bora để hướng đến quần đảo Admiralty và đi đến Seeadler Harbor]] tại đảo Manus vào ngày 22 tháng 2.
Sau khi được bảo trì và tiếp nhiên liệu, Traw thực hành huấn luyện trước khi bắt đầu nhiệm vụ hộ tống vận tải từ ngày 27 tháng 2, vai trò mà nó đảm nhiệm cho đến khi chiến tranh chấm dứt. Trong tháng 3 và tháng 4, nó hộ tốngcác đoàn tàu tiếp liệu đi lại giữa New Guinea và Philippines; rồi đến tháng 5 thực hiện một chuyến đi đến Palau trước khi đi đến Leyte để hoạt động tuần tra. Con tàu ở lại vùng biển Philippine cho đến tháng 6, luân phiên các hoạt động hộ tống vận tải và tuần tra với thực hành chống tàu ngầm. Trong tháng 7 và tháng 8, nó hộ tống các đoàn tàu đi Ulithi và Okinawa, và quay trở lại Philippines để tiếp tục hộ tống vận tải cho đến tháng 9.
Vào cuối tháng 11, Traw lên đường quay trở về Hoa Kỳ ngang qua Samar, quần đảo Marshall và Hawaii trước khi về đến San Pedro, Los Angeles vào ngày 16 tháng 12. Nó đi đến San Diego vào tháng 4, 1946, rồi tiếp tục được chuyển đến Long Beach, California trước khi được cho xuất biên chế tại San Diego vào ngày 7 tháng 6, 1946, và được đưa về Hạm đội Dự bị Thái Bình Dương. Tên nó được cho rút khỏi danh sách Đăng bạ Hải quân vào ngày 1 tháng 8, 1967, và con tàu bị loại bỏ như một mục tiêu thực hành trong cuộc Tập trận StrikEx 3-68, khi bị hải pháo của tàu khu trục Bausell (DD-845) đánh chìm ngoài khơi Baja California, Mexico vào ngày 17 tháng 8, 1968.

## Phần thưởng
Nguồn: Navsource Naval History
|  |  |  |
|  |  |  |

| Huân chương Chiến dịch Hoa Kỳ                      | Huân chương Chiến dịch Hoa Kỳ        | Huân chương Chiến dịch Châu Á-Thái Bình Dương | Huân chương Chiến dịch Châu Á-Thái Bình Dương  |
| Huân chương Chiến dịch Châu Âu-Châu Phi-Trung Đông | Huân chương Chiến thắng Thế Chiến II | Huân chương Chiến thắng Thế Chiến II          | Huân chương Giải phóng Philippine (Philippine) |